# 智利音像製品協會
智利音像製品協會（西班牙語：Sociedad de Productores Fonográficos y Videográficos de Chile），是於1982年建立智利非營利音樂協會，總部設立在圣地亚哥。協會是國際唱片業協會的成員，負責製作智利唱片認證。

## 外部連結
- 官方网站
- 官方网站